# Dubrovnik-Neretva
Dubrovnik-Neretva (Kroatisch: Dubrovačko-neretvanska županija) is de zuidelijkste Kroatische provincie, gelegen in het zuiden van Dalmatië.

## Geografie
Dubrovnik-Neretva beslaat een landoppervlakte van 1782 km². Men kan de provincie in geografisch verschillende gebieden indelen.

### Bergen, kuststrook en eilanden
In het oosten, bij de grens met Herzegovina, bevindt zich een deel van de Dinarische Alpen. In de smalle kuststrook tussen dit gebergte en de Adriatische Zee wonen de meeste mensen en bevinden zich de provinciehoofdstad Dubrovnik en vele kustdorpjes en -stadjes. De kust is hier grillig en heeft vele baaien. Het schiereiland Pelješac kan men via de isthmus bij Ston bereiken. Voor de kust van het vasteland liggen vele kleine en enkele grote eilanden, waaronder  Korčula, Lastovo, Mljet, Šipan, Lopud en Koločep. Geheel in het zuiden ligt het betwiste schiereiland Prevlaka, dat tot 2006 door Montenegro geclaimd werd.
De provincie trekt veel natuurliefhebbers. Het westelijke gedeelte van het eiland Mljet is een nationaal park, de Baćina-meren ten noorden van Ploče zijn een natuurpark.

### Neretva en Neum
De genoemde geografische verdeling van oost naar west wordt op twee plaatsen onderbroken, namelijk door de rivierdelta van de Neretva en door de gemeente Neum, die tot Bosnië en Herzegovina behoort.
De Neretvadelta is een opmerkelijk vlak gebied te midden van steile bergen. Het bestaat uit een uitgestrekt moerasveld waar honderden vogelsoorten voorkomen. De belangrijkste waterstromen zijn hier de hoofdstroom van de Neretva en de zuidelijkere Mala Neretva.
Enkele kilometers ten zuiden van dit gebied ligt Neum, dat als enige Bosnische kustplaats het zuidelijke deel van de provincie scheidt van het noordelijke. Het zuidelijke gedeelte van Dubrovnik-Neretva staat echter wel via de Kroatische territoriale wateren in rechtstreekse verbinding met de rest van de provincie. Het wegverkeer van en naar Dubrovnik kon wel gewoon door Neum en de controles bij de twee grensposten zijn doorgaans weinig streng, dit om verkeersopstoppingen te voorkomen. De weg (een van de belangrijkere in Kroatië) heeft in beide richtingen één rijbaan. Kroatische buslijnen die door Neum gaan stoppen meestal in Neum zodat passagiers tabak en drank kunnen kopen, dat vanwege het lagere prijspeil in Bosnië en Herzegovina. De passage door Bosnië en Herzegovina is sinds 26 juli 2022 door de inhuldiging van de Pelješacbrug omzeild.

## Demografie

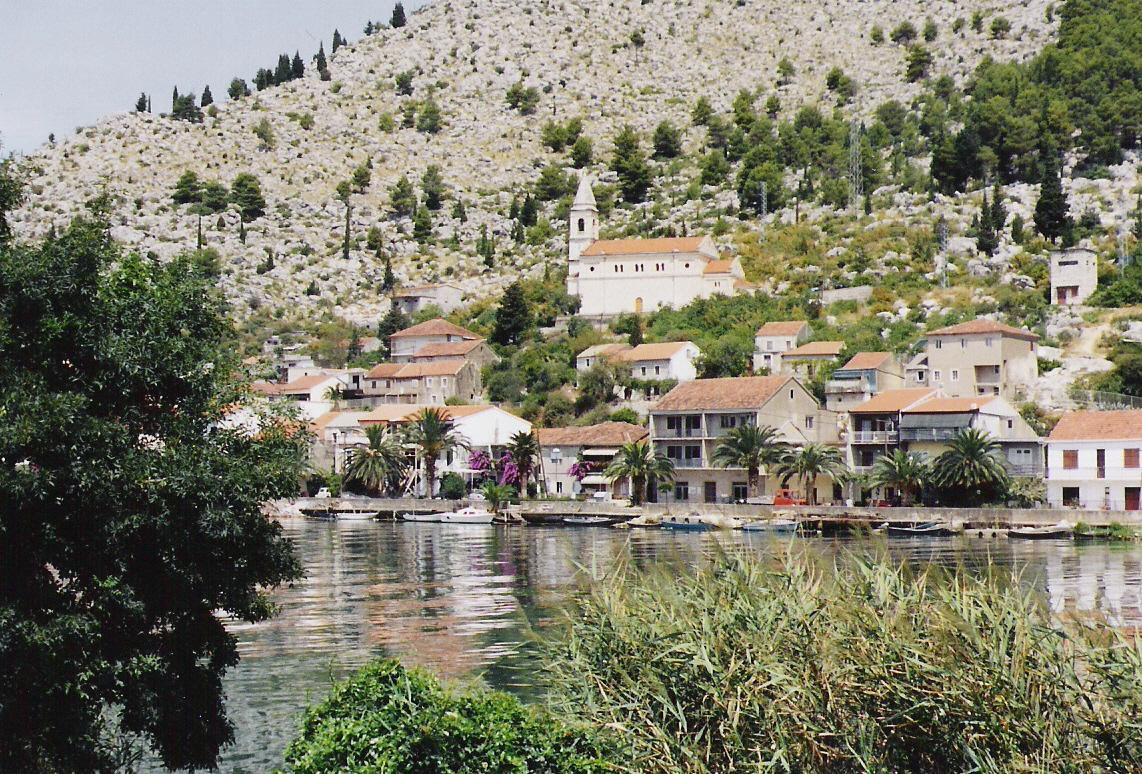
Komin aan de Neretva

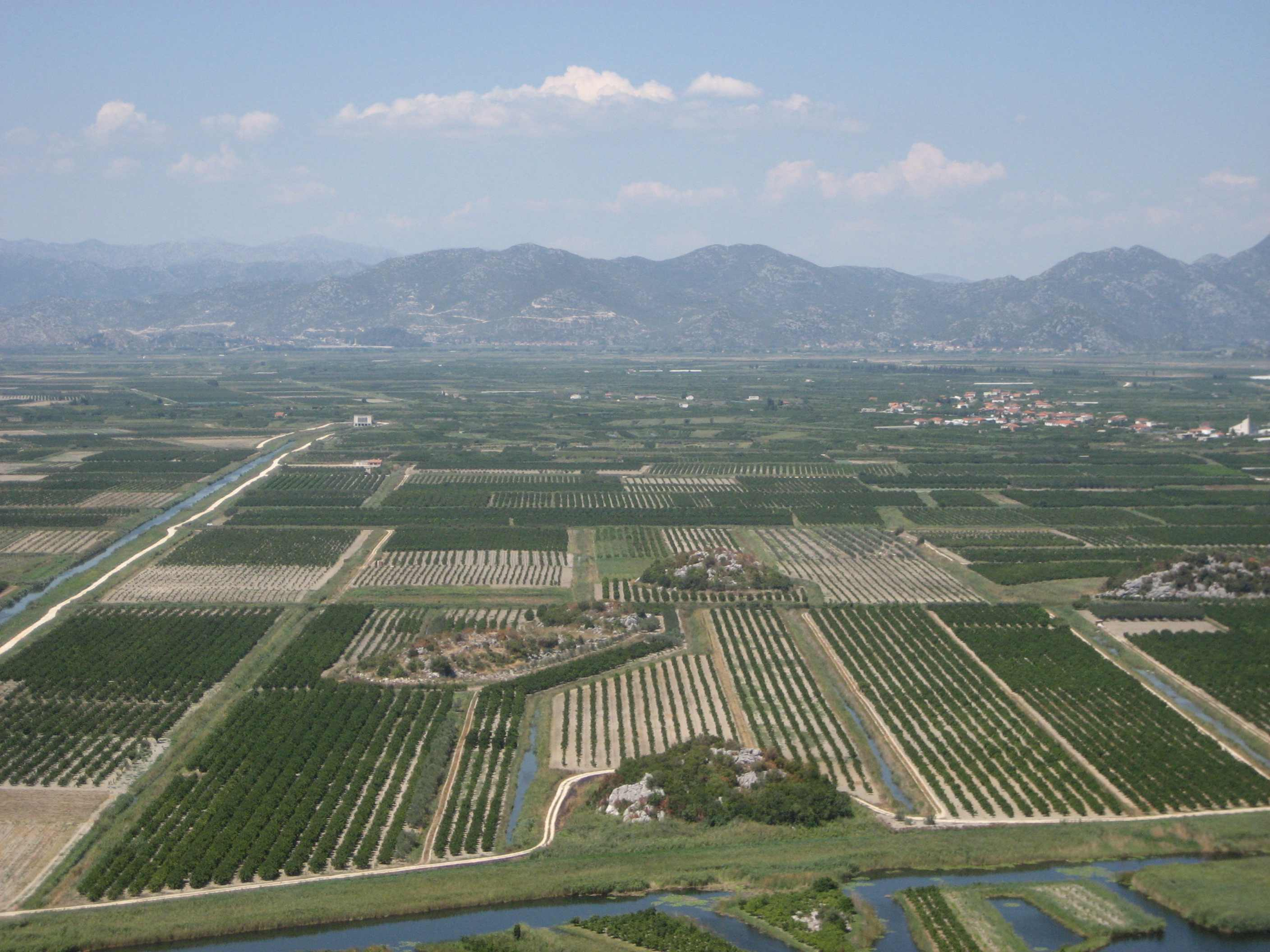
Landbouw in de Neretvadelta

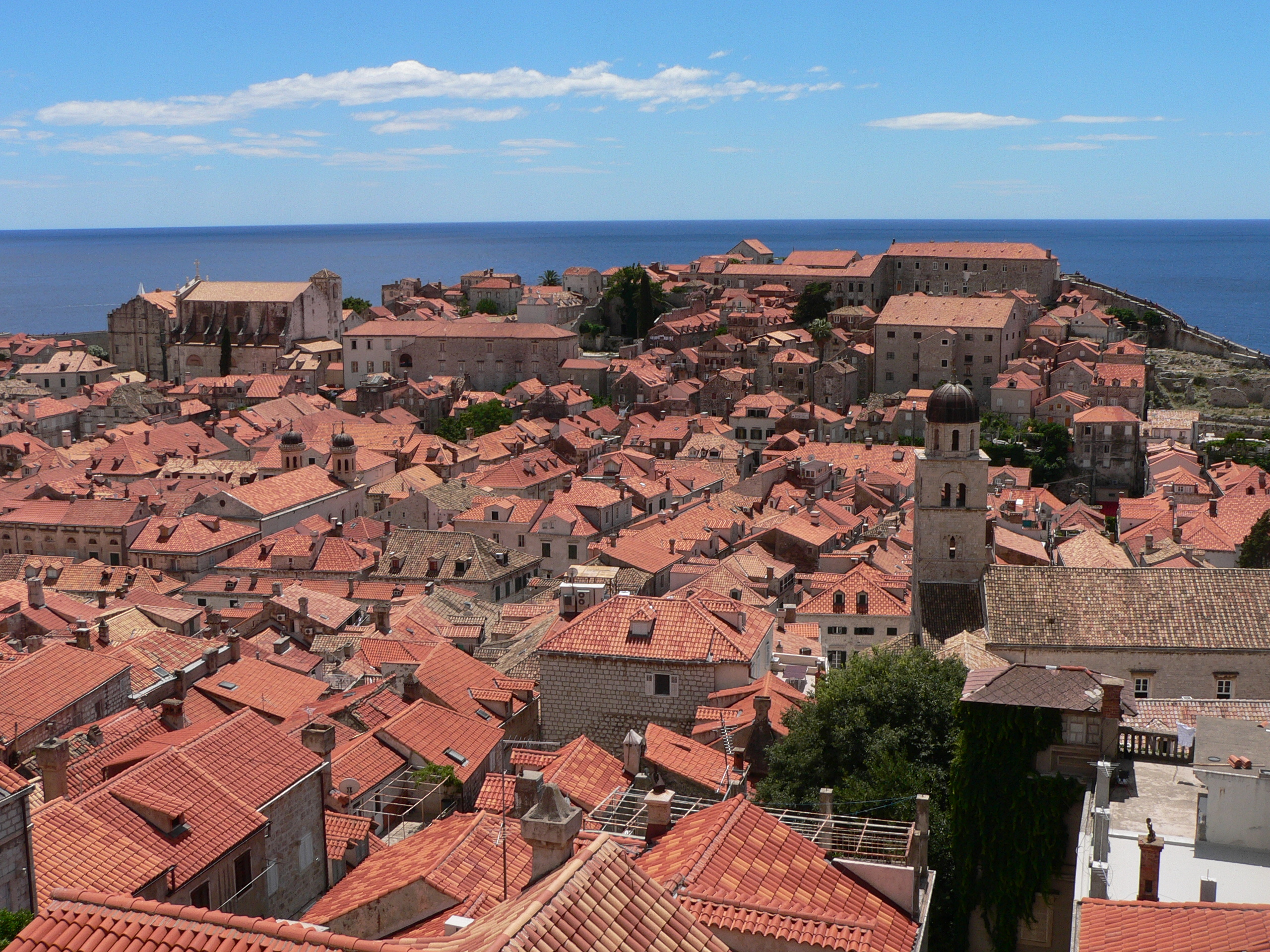
Historische binnenstad van Dubrovnik

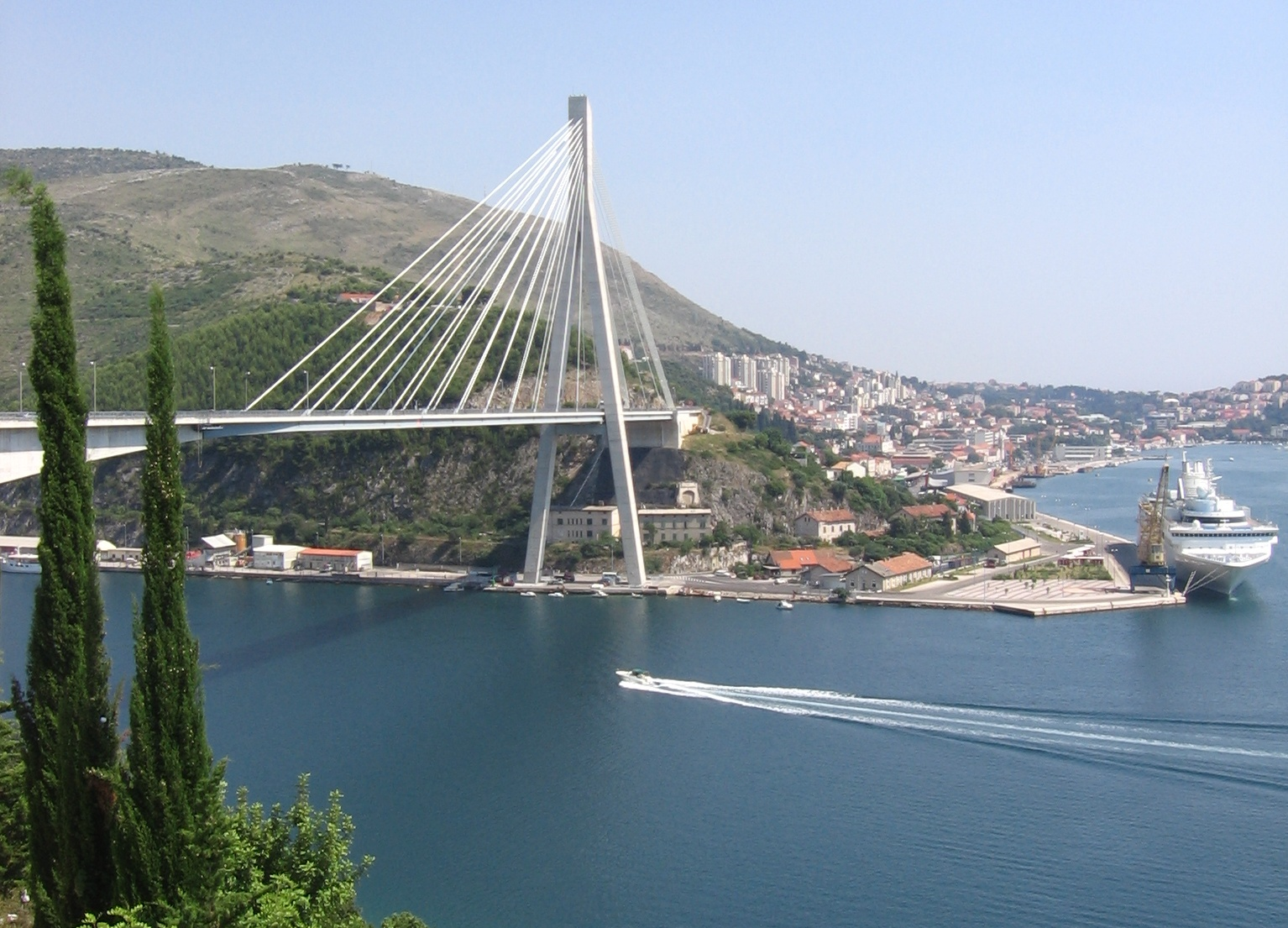
Franjo Tuđmanbrug

De provincie heeft (volgens een volkstelling uit 2001) 122.870 inwoners. Met 43.770 inwoners is Dubrovnik de grootste stad. Andere grotere plaatsen zijn Metković en Ploče in de Neretva-rivierdelta.

## Bestuurlijke indeling
Dubrovnik-Neretva is onderverdeeld in:
- De (hoofd)stad Dubrovnik
- De stad Korčula
- De stad Metković
- De stad Opuzen
- De stad Ploče
- De gemeente Blato
- De gemeente Dubrovačko Primorje
- De gemeente Janjina
- De gemeente Konavle
- De gemeente Kula Norinska
- De gemeente Lastovo
- De gemeente Lumbarda
- De gemeente Mljet
- De gemeente Orebić
- De gemeente Pojezerje
- De gemeente Slivno
- De gemeente Smokvica
- De gemeente Ston
- De gemeente Trpanj
- De gemeente Vela Luka
- De gemeente Zažablje
- De gemeente Župa Dubrovačka

## Regionale regering
- De huidige Župan (prefect) is: Ivo Miletić (HDZ)
- vice-župan: Mira Buconić (IL-S.G.Jambo)
- vice-župan: Željko Kulišić (HSP)

De regionale assemblee, met Nikola Obuljen (DC) als voorzitter, bestaat uit 41 vertegenworodigers van de volgende politieke partijen:
- SDP-HSS-HNS-LS-HSLS: 16
  - Sociaal Democratische Partij van Kroatië (SDP)
  - Kroatische Boerenpartij (HSS)
  - Kroatische Boerenpartij (HNS)
  - Kroatische Sociaal Liberale Partij (HSLS)
- HDZ-DC: 14
  - Kroatische Democratische Unie (HDZ)
  - Democratisch Centrum (DC)
- Onafhankelijke lijst - Stipe Gabrić Jambo 7
- Kroatische Partij van Rechten (HSP) 4

Gebaseerd op de verkiezingsuitslagen van 2005.
Bjelovar-Bilogora · 
Brod-Posavina · 
Dubrovnik-Neretva · 
Istrië · 
Karlovac · 
Koprivnica-Križevci · 
Krapina-Zagorje · 
Lika-Senj · 
Međimurje · 
Osijek-Baranja · 
Požega-Slavonië · 
Primorje-Gorski Kotar · 
Šibenik-Knin · 
Sisak-Moslavina · 
Split-Dalmatië · 
Varaždin · 
Virovitica-Podravina · 
Vukovar-Srijem · 
Zadar · 
Provincie Zagreb · 
Stad Zagreb
Steden (gradovi): Dubrovnik · Korčula · Metković · Opuzen · Ploče

Gemeenten (općine): Blato · Dubrovačko Primorje · Janjina · Konavle · Kula Norinska · Lastovo · Lumbarda · Mljet · Orebić · Pojezerje · Slivno · Smokvica · Ston · Trpanj · Vela Luka · Zažablje · Župa Dubrovačka